# Nowy Dwór (Wrocław)
Nowy Dwór (niem. Maria Höfchen) – osiedle we Wrocławiu, położone na zachodzie miasta w dawnej dzielnicy Fabryczna. W granicach miasta od 1928.

## Wieś
Pierwszy raz wzmiankowany w 1280 roku jako Curia Nova (Nowy Dwór), kiedy książę Henryk zwolnił osadę razem z innymi majątkami klasztoru NMP na Piasku od wszelkich ciężarów i jurysdykcji. W 1388 roku opat klasztoru sprzedał znajdujący się we wsi folwark. Od 1551 roku wieś była własnością miasta, potem wróciła do klasztoru, który ostatecznie ją utracił w 1810 roku. Połączenie kolejowe uzyskał w 1844 roku.

## Osiedle

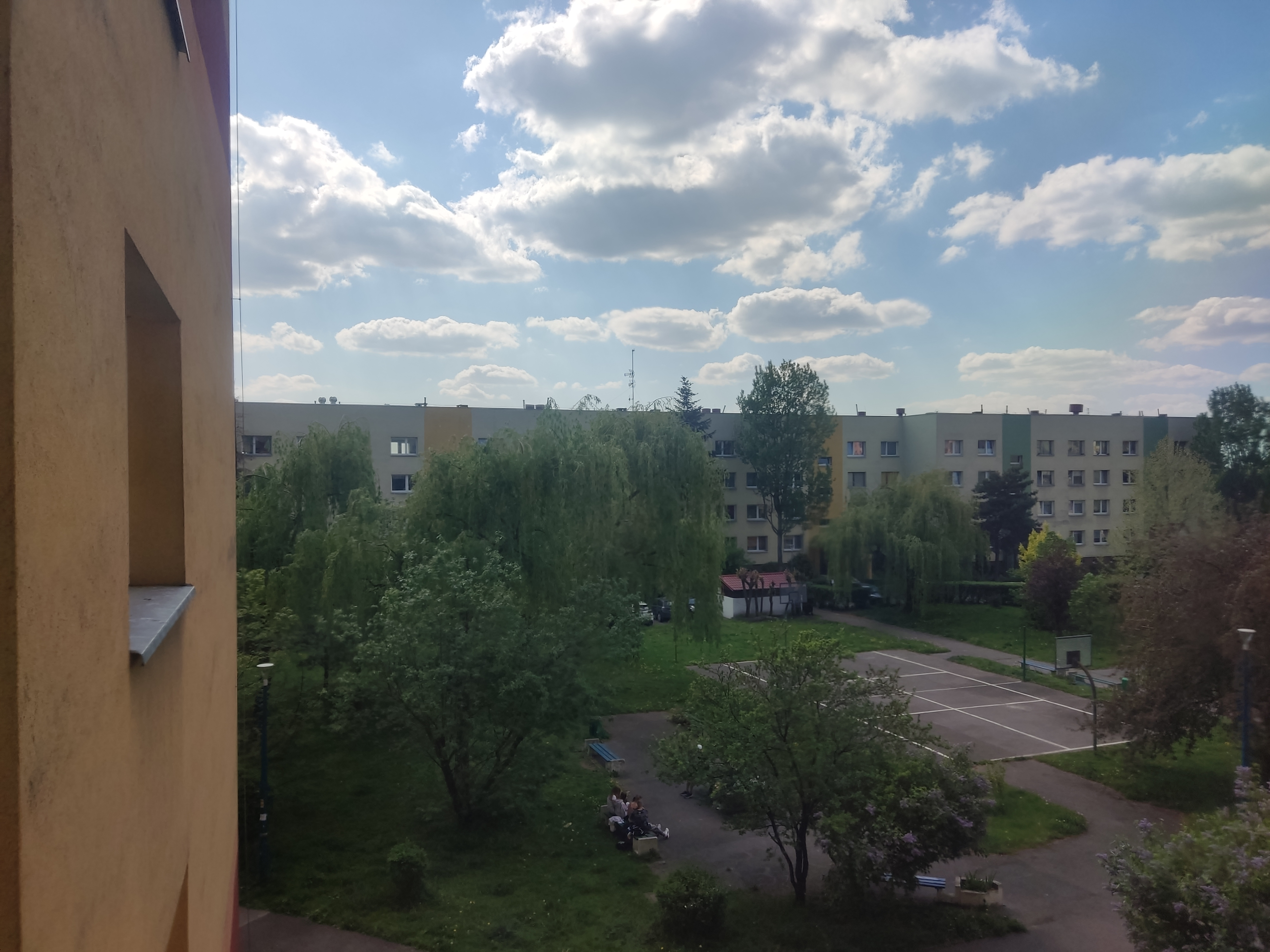
Nowodworski blok przy ulicy Rogowskiej (2022)

W pierwszej połowie 1938 roku w Maria Höfchen rozpoczęto budowę osiedla wspólnotowego (Gemeinschaftssiedlung), przeznaczonego głównie dla pracowników pobliskiej fabryki taboru szynowego Linke-Hofmann Werke A.G. Projekt przewidywał duży, a nawet „największy w Breslau od czasu dojścia Hitlera do władzy” kompleks mieszkaniowy w wolnostojącej i szeregowej, dwu-i trzypiętrowej zabudowie, z dostępem do niewielkich ogródków. Ogółem miało powstać ok. 2500 mieszkań dla 10 000 osób. Na potrzeby planowanej wojny w projekcie uwzględniono piwnice przeciwlotnicze oraz strychy ze wzmocnionymi drzwiami. Oprócz domów mieszkalnych przewidywano także budowę kościoła (dla dwóch wyznań), kino, budynek dla miejscowej administracji, policji i poczty, sklepy, garaże samochodowe, ośrodek dla Hitlerjugend oraz dom wspólnotowy. Pod względem ideowym projekt osiedla odwoływał się do idei utworzenia (czy odtworzenia) społecznej atmosfery „wiejskiej wspólnoty”, charakterystycznej dla społeczeństw tradycyjnych. Mieszkańcy tworzyliby homogeniczną grupę, emocjonalnie związaną z miejscem i współmieszkańcami. Miała ona stanowić antytezę społeczności miejskiej - zatomizowanej, wyobcowanej i anonimowej. Ideę tę narodowi socjaliści zaadaptowali na użytek własnych celów. O wyborze mieszkańców decydował „światopogląd wszystkich członków rodziny, czystość rasowa i wiarygodność polityczna”. Budowę osiedla zrealizowano tylko w części: przerwał ją wybuch i koniec wojny. W lutym 1945 roku, po nakazie przymusowej ewakuacji ludności, osiedle opustoszało niemal całkowicie.
W drugiej połowie lat 70. XX w. w części zachodniej (gdzie przedtem znajdowały się pola) rozpoczęto budowę osiedla bloków z wielkiej płyty. Wybudowane bloki mają typowo trzy, cztery, siedem lub dziesięć pięter, między nimi znajdują się boiska, place zabaw oraz tereny zielone. Na południowym krańcu osiedla znajdują się dwa 15-piętrowe wieżowce.
Nowy Dwór sąsiaduje z osiedlami Kuźniki, Żerniki, Muchobór Mały, Muchobór Wielki, Gądów Mały. Jego liczba mieszkańców oceniana jest na 16-20 tysięcy. Osiedle składa się z dwu części: w starszej, wschodniej znajdują się poniemieckie dwupiętrowe budynki wielorodzinne.
Zabudowa ta była w ciągu swej eksploatacji sukcesywnie modernizowana: bloki z wielkiej płyty zostały ocieplone oraz zdjęto z nich elementy azbestowe. Część bloków poniemieckich została podwyższona oraz odnowiona na wyższy standard.
Na terenie osiedla zlokalizowane jest też Centrum Kultury Nowy Pafawag (daw. Centrum Kultury Wrocław Zachód), Młodzieżowy Dom Kultury oraz kryty basen Fitness Academy. Zbudowany jest też kościół pw. Opatrzności Bożej.
Spis ulic: ul. Rogowska, ul. Zemska, ul. Budziszyńska, ul. Strzegomska, ul. Komorowska, ul. Grodecka, ul. Wojrowicka, ul. Nowodworska, ul. Chociebuska, ul. Gubińska, ul. Krośnieńska
Na osiedlu znajdują się następujące placówki oświatowe:
- Szkoła Podstawowa nr 113 im. Adama Rapackiego (otwarta w 1983; przeniesiona z ul. Pereca)
- Gimnazjum nr 34 (zlikwidowano)
- Gimnazjum nr 51 dla dzieci słabosłyszących (zlikwidowano)
- IV Liceum Profilowane o profilu ekonomiczno-administracyjnym (z Oddziałami Integracyjnymi)
- XV Liceum Ogólnokształcące im. Piotra Wysockiego
- XXX Liceum Ogólnokształcące z Oddziałami Integracyjnymi

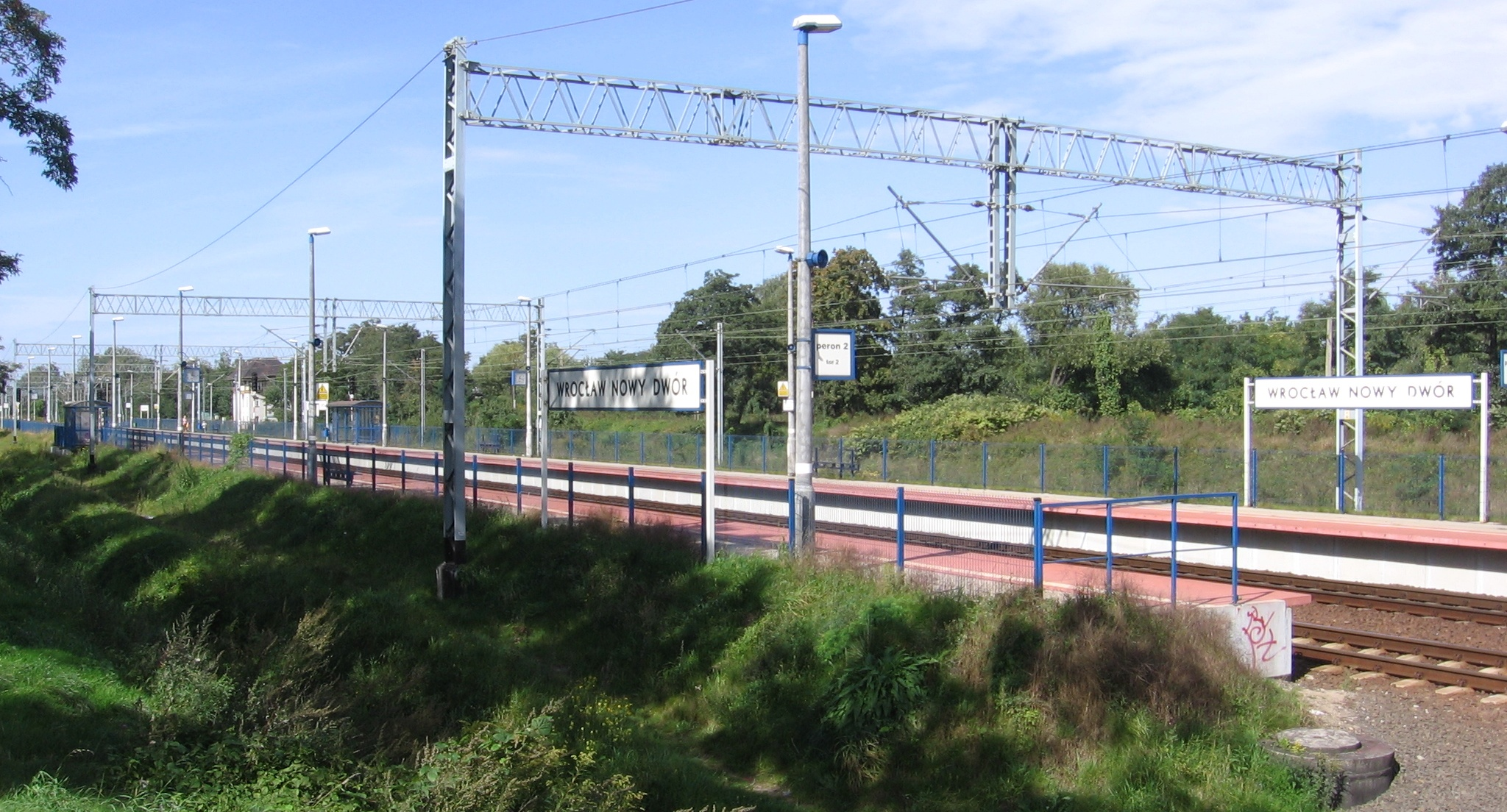
stacja kolejowa Wrocław Nowy Dwór

Osiedle ma dobre połączenia autobusowe oraz tramwajowe. Północnym krańcem osiedla przebiega  linia kolejowa nr 275 ze stacją Wrocław Nowy Dwór, zaś od wschodu – nowo wybudowana część obwodnicy śródmiejskiej z estakadą Gądowianką przebiegającą ponad krzyżującymi się liniami kolejowymi nr  273 i  275 oraz ul. Strzegomską.
Rada Osiedla Nowy Dwór mieści się na ul. Nowodworskiej 51/3.
3 września 2023 roku otworzono trasę autobusowo-tramwajową.

## Galeria

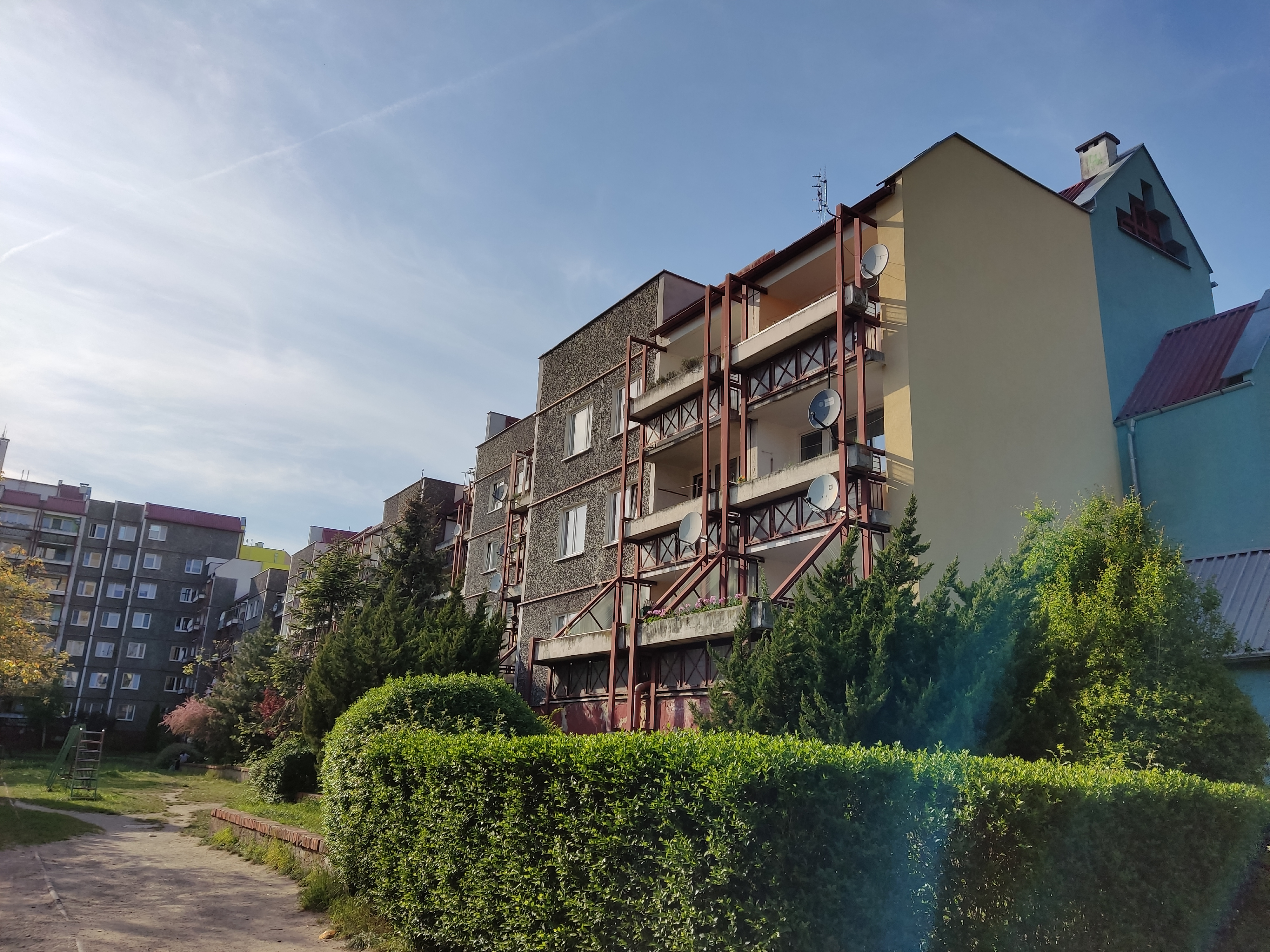
Bloki w centralnej części osiedla

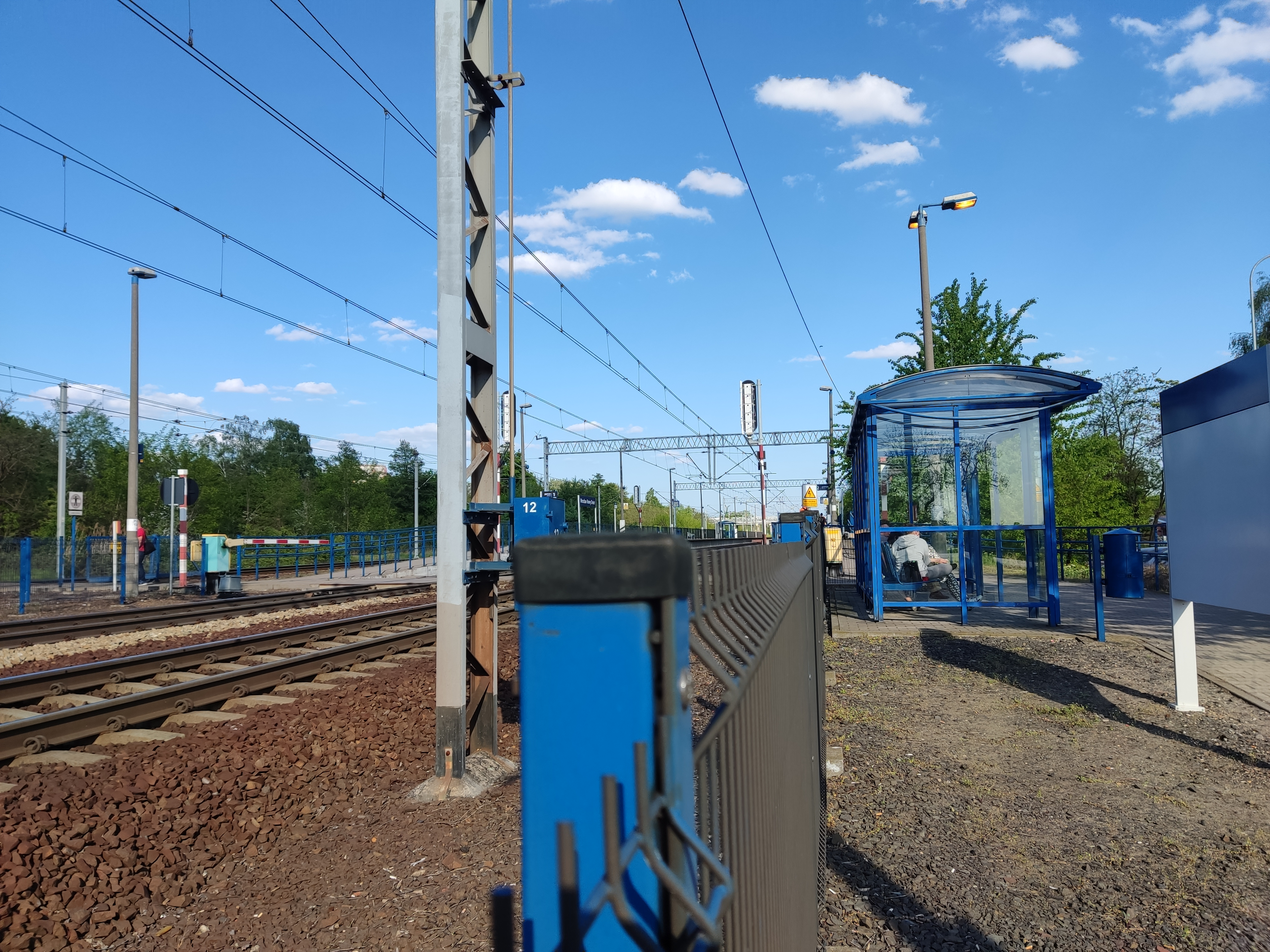
Stacja kolejowa

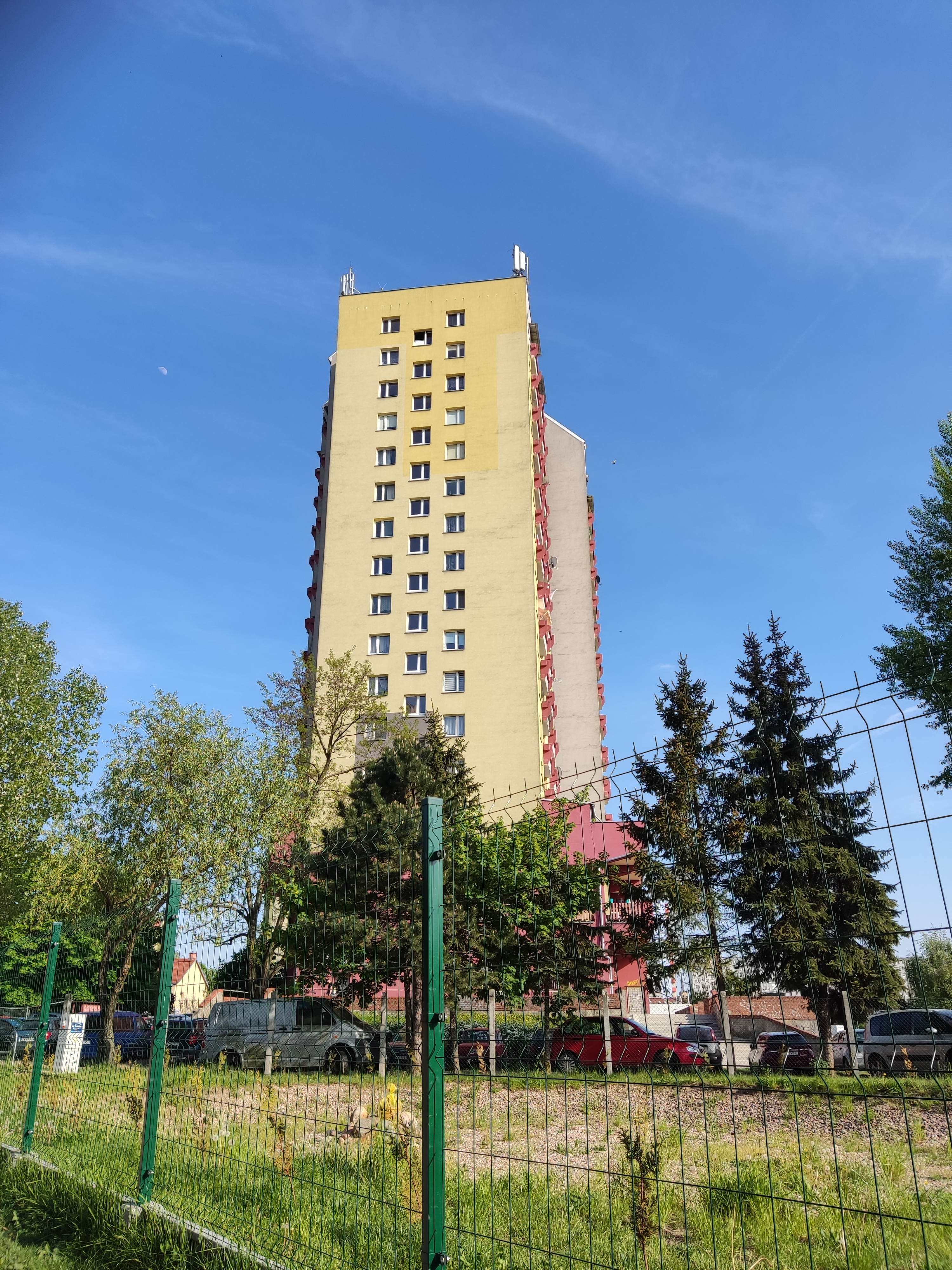
Jeden z 15-piętrowych wieżowców